# Peter Benoit
Peter Benoit (Harelbeke, 17 augustus 1834 – Antwerpen, 8 maart 1901) was een Belgische componist en muziekpedagoog. Hij is bekend voor zijn ijver voor de vervlaamsing van het muziekonderwijs en werd de eerste directeur van het Koninklijk Vlaams Muziekconservatorium van Antwerpen.

## Levensloop
Benoit kreeg zijn eerste muzieklessen van zijn vader en studeerde nadien bij Pieter Carlier piano en orgel. In 1851 studeerde hij aan het Koninklijk Conservatorium in Brussel bij directeur François Fétis. Het Koninklijk Conservatorium in Brussel was in de 19e eeuw een instelling die zeer Frans georiënteerd was, zowel wat betreft cultuur als taal. Dit verhoogde ongetwijfeld Benoits Vlaamse bewustzijn. In de vakken harmonieleer en compositie haalde Benoit het diploma in 1854 met een 1e prijs. Nadien vervolmaakte hij zich verder in de orkestratie en de orkestdirectie bij Karel Lodewijk Hanssens, toenmalig directeur van de Muntschouwburg. In 1857 kreeg hij eveneens de 1e prijs in de befaamde wedstrijd Prijs van Rome voor zijn cantate Le Meurtre d'Abel (de moord op Abel). In het jaar 1858 tourde hij doorheen Duitsland, waar hij Keulen, Bonn, Leipzig, Dresden, Berlijn en München bezocht.
In 1862 verhuisde hij naar Parijs, waar hij dirigent werd van het door Jacques Offenbach geleide Théâtre des Bouffes Parisiens. Een jaar later nam hij reeds ontslag, en vestigde zich te Sint-Joost-ten-Node, nabij Brussel. Met de creatie in 1866 van zijn profaan oratorium Lucifer op een libretto van Emmanuel Hiel werd hij op slag bekend. Een jaar later werd hij directeur van de Vlaamsche muziekschool van Antwerpen en in 1868 directeur van de Société de Musique. In 1890 stichtte hij het Nederlands Lyrisch Toneel, dat in 1893 de Vlaamse Opera werd.
Benoit voerde een actieve campagne voor de Vlaamse cultuur en schreef een aanzienlijke productie waaronder De Schelde (1869), De Rhyn (1889) en Rubens Cantate (1877). Hij overleed te Antwerpen in 1901.
Tot zijn leerlingen behoorden Lodewijk Mortelmans, Edward Keurvels, Emile Wambach, Lodewijk Ontrop en Jan Blockx. De laatstgenoemde was zijn opvolger als directeur van het conservatorium.
Van Benoit, zoals van meer bekende Belgen in de 19e eeuw, is vaak gezegd en geschreven dat hij vrijmetselaar was, maar een bewijs daarvan is nooit geleverd. Onderzoekers noemen het verhaal zeer twijfelachtig. Sedert 1882 was Benoit lid van de Koninklijke Academie.

## Benoit en Guido Gezelle
Tussen Benoit en Guido Gezelle bestond niet de vriendschap die Gezelle wel verbond met Edgar Tinel en andere componisten. Dit was niet zo ongewoon want, hoewel West-Vlaming van geboorte, was Benoit volledig opgenomen in de Antwerpse samenleving. Daarbij behoorde hij politiek tot de liberale gezindheid, die heel verschillend was van Gezelles overtuigingen.
Het belette niet dat aan Gezelle gevraagd werd een gedicht te leveren voor het doodsprentje. Hij schreef drie strofen waarvan de twee eerste gericht waren tot de overleden Rosalie Benoit-Monnie (1808-1885) en de derde tot haar zoon, de beroemde componist.
In 1877 dichtte Gezelle twee liederen voor de Kortrijkse Koninklijke Muziekgilde ter gelegenheid van het Sint-Ceciliafeest en de wijding van hun vaandel. Beide schreef hij op bestaande muziek door Benoit, het tweede op een fragment uit de Rubenscantate. Van zijn kant nam Benoit niet het initiatief, zoals veel andere componisten, om gedichten van Gezelle op muziek te zetten.

## Postuum

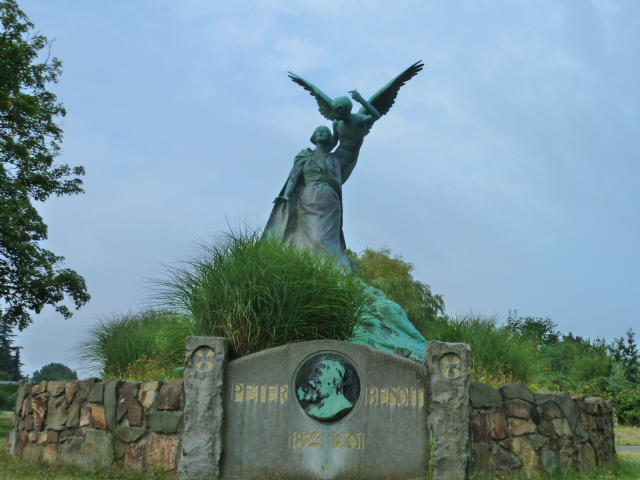
Grafmonument op Schoonselhof

Peter Benoit overleed 's ochtends op 8 maart 1901. Op diezelfde dag kreeg hij een grootse begrafenis met een plechtigheid in de kathedraal van Antwerpen, gevolgd met een graflegging op het Kielkerkhof. Peter Benoit heeft een opvallend praalgraf, naar een ontwerp van beeldhouwer Arthur Pierre. Het werd van zijn oorspronkelijke begraafplaats van het oude Kiel, waar nu het Kielpark zich bevindt, verhuisd naar de vermaarde Antwerpse begraafplaats Schoonselhof.
In Harelbeke bevindt zich het Peter Benoit Huis dat gewijd is aan het leven en werk van Benoit.
In het Harmoniepark te Antwerpen bevindt zich het Peter Benoit-monument ontworpen door Henry Van de Velde. Dit gedenkteken, dat ter gelegenheid van Benoits honderdste geboortejaar in 1934 werd ingehuldigd op het plein voor het operatheater, is na een grondige restauratie op 28 mei 2017 na jaren van verloedering in oude glorie hersteld.

## Werk
Peter Benoit wordt algemeen beschouwd als de grondlegger van het artistiek nationalisme in België. De beweging die als doel had de Vlaamse muziek in België te vestigen en te promoten. In de volksmond wordt nog steeds gezegd dat Hendrik Conscience zijn volk leerde lezen en Peter Benoit het leerde zingen.
Benoit besteedde veel energie aan het concept van Vlaams muzikaal nationalisme, waarvan hij hoopte dat het niveau dat van de Duitse en Franse muziek zou kunnen evenaren. Daarbij liet Benoit zich ook inspireren door Johann Gottfried von Herders invloedrijke theorie van de "Volksgeist" en diens verzameling van volksliteratuur, uitgegeven als Volkslieder (1778-1798), waarbij Benoit veel nadruk legde op de betekenis van volksliederen en de ritmische eigenschappen van de Vlaamse taal, die, naar hij vurig geloofde, de kiem vormde voor een nationaal (Vlaams) volkslied.
De eerste stukken die in dit kader belangrijk zijn omdat ze geïnspireerd zijn op Vlaamse legendes en volksverhalen, zijn de vijf delen van Contes et ballades, op. 34 voor solo piano uit 1861, die Benoit al geschreven had in Parijs. Een Parijse muziekrecensent omschreef Benoit als "le Walter Scott de la musique". In augustus 1865 voltooide Benoit, als een vervolg op Contes et ballades, een pianoconcert in drie delen, op. 43b, dat op 26 februari 1866 voor het eerst in Antwerpen werd uitgevoerd door de jonge pianiste Sophie Dumon. Tijdens hetzelfde concert voerde Jean Dumon, de broer van Sophie, voor het eerst het fluitconcert van Benoit uit, op. 43a, dat in hetzelfde jaar voltooid was. In 1885 voegde Benoit aan beide concerten de titel "symfonisch gedicht" toe. Net als de Contes et ballades waren ook het piano- en het fluitconcert gebaseerd op volksverhalen en legendes. Daarom beschouwde Benoit deze werken als een muzikaal 'drieluik' dat bedoeld was om waar mogelijk samen te worden uitgevoerd, en ze bleven een ijkpunt in zijn oeuvre.
Zijn nationalistische muziek stond op een breed Europees plan, naast dat van Smetana in Bohemen, Glinka in Rusland en later Grieg in Noorwegen. Naast bovengenoemde drieluik zijn van belang de oratoria Lucifer (1886), De Schelde (1867), De Oorlog (1873) en de toneelmuziek bij het drama van Emiel Van Goethem De Pacificatie van Gent (1876). Vanaf 1877 stelde Benoit zijn scheppingskracht geheel in dienst van zijn volksideaal en componeerde alleen nog maar werken ten behoeve van de Vlaamse gemeenschap: Rubenskantate (1877), De wereld in (1878), Conscience herdacht en de Rijswijckkantate. De laatste twee werken zijn geschreven in 1884.
Om zijn ideeën tegen het Belgische muziekestablishment te verdedigen, schreef Benoit als een van de eersten binnen de Europese beweging van het muzieknationalisme doorwrochte essays en polemieken. Het gebruik van de moedertaal in de muziekopvoeding beschouwde hij als essentieel. En omdat hij ervan overtuigd was dat de volksaard het zuiverst geconserveerd blijft in het volkslied, wilde hij zijn nieuwe Vlaamse muziek daarop baseren.
Hij pleitte onder andere voor een vernederlandsing van het muziekonderwijs, voor religieuze muziek in de volkstaal, voor een Vlaamse opera en een Vlaams festival, voor Vlaams muziektheater in kleine steden en voor culturele samenwerking met Nederland.
Op het eind van zijn leven, toen Benoit al ernstig ziek was, werkte hij een pedagogisch statuut uit voor het conservatorium in Antwerpen, waarvan hij de promotor was geweest. Het leerplan was zijn tijd ver vooruit en bracht hem erkenning als muziekpedagoog van internationaal formaat.

## Composities

### Werken voor orkest
- 1858 - Danse des spectres, voor orkest
- 1859 - Le Roi des aulnes
- 1864 - Concert voor fluit en orkest symfonisch gedicht, opus 43a
- 1866 - Concert voor piano en orkest symfonisch gedicht, opus 43b
- 1879 - Humoristische jubelgroet, voor orkest

### Werken voor harmonie- en fanfareorkest
- 1856 - Ouverture Fantastique
- Derde Fantasie
- Lied der Vlamingen (onder andere uitgevoerd onder Benoits leiding bij de onthulling van het monument voor Jan Breydel en Pieter de Coninck in 1887)
- Rubensmars
- Van Rijswijkmars

### Missen en gewijde muziek
- 1858 - Ave Maria, opus 1
- 1858 - Kleine Mis
- 1859 - "Twee en dertig Latijnsche gezangen" (motetten).
- 1871 - Ave Maria, Huldigingsmars.
- 1871 - Missa tribus vocibus virorum, voor drie mannenstemmen

### Geestelijke muziek voor de concertzaal
- Tetralogie (1859-1863), bestaande uit:
  - 1859 - Kerstmis
  - 1860 - Messe solennelle
  - 1862 - Te Deum
  - 1863 - Requiem
- 1871 - Drama Christi
- 1871 - Onze Vader

### Oratoria
- 1857 Abels moord. Gedicht van Clemens Wytsman.
- 1865 Prometheus. Gedicht van Emanuel Hiel.
- 1865 Lucifer. Gedicht van Emanuel Hiel.
- 1868 De Schelde. Tekst van Emanuel Hiel.
- 1873 De Oorlog. Gedicht van Jan Van Beers.
- 1889 De Rijn. Gedicht van Julius De Geyter.

### Cantates
- 1857 - Le Meurtre d'Abel
- 1874 - De Vlaamsche Leeuw. Gedicht van Edmont Van Herendael.
- 1874 - Feestmarsch (toneelcantate). Gedicht van Emanuel Hiel. Voor de eerstesteenlegging van de Nederlandse Schouwburg te Antwerpen.
- 1875 - De Leie. Gedicht van Adolf Verriest.
- 1877 - Vlaanderens kunstroem (Rubenscantate). Gedicht van Julius De Geyter.
- 1878 - De Wereld in! (kindercantate). Woorden van Julius De Geyter.
- 1880 - Hucbald. Gedicht van Julius De Geyter.
- 1880 - Breidel-marsch. Woorden van Karel Victor Hippoliet de Quéker.
- 1880 - Triomfmarsch (De Genius des Vaderlands). Woorden van Julius De Geyter.
- 1880 - De muze der geschiedenis. Woorden van Julius De Geyter.
- 1882 - Hymnus aan de Schoonheid. Gedicht van Emanuel Hiel.
- 1884 - Kinderhulde aan een Dichter (Van Rijswijck-cantate). Woorden van Julius De Geyter.
- 1885 - Feestzang (Hymnus aan de Vooruitgang). Woorden van Jan Van Beers.
- 1885 - Domine salvum fac regem en Brabançonne.
- 1886 - Treur- en triomfzang, (Conscience-cantate). Gedicht van Victor Alexis de la Montagne.
- 1887 - Stichting van het Gemeentehuis van Schaarbeek. Symphonisch gedicht. Gedicht van Emanuel Hiel.
- 1888 - Heilgroet aan den Hoogachtbaren Heer Polydore De Keyser, Lord-Mayor van Londen, in zijn vaderstad Dendermonde. Tekst van Emanuel Hiel.
- 1888 - Welkom der Stad Brussel aan den Hoogachtbaren Heer Polydoor De Keyser, Lord-Major van Londen, op 9 oktober 1888. Gedicht van Emanuel Hiel.
- 1893 - Goedheil. Woorden van Dr. Constant Jacob Hansen.
- 1897 - Volkshulde aan een Dichter (Ledeganck-cantate). Gedicht van Jan Bouchery.

### Muziektheater

#### Opera's
| Voltooid in | titel                              | aktes   | première                     | libretto                        |
| ----------- | ---------------------------------- | ------- | ---------------------------- | ------------------------------- |
| 1855        | De Belgische Natie                 |         |                              | naar een gedicht van Jacob Kats |
| 1856        | Het dorp in 't gebergte            |         |                              | Jacob Kats                      |
| 1859        | De Elzenkoning - Le Roi des Aulnes | 1 akte  | 2 december 1859, Brussel     | E. Castin                       |
| 1864        | Isa                                | 3 aktes | 24 februari 1867, Brussel    | Emanuel Hiel                    |
| 1876        | Charlotte Corday                   | 5 aktes | 18 maart 1876, Antwerpen     | Ernest Van der Ven              |
| 1876        | De Pacificatie van Gent            | 5 aktes | 3 september 1876, Gent       | Emiel Van Goethem               |
| 1892        | Karel van Gelderland               | 5 aktes | 29 september 1892, Antwerpen | Frans Gittens                   |
| 1893        | Het Meilief                        | 3 aktes | 12 oktober 1893, Izegem      | Julius De Meester               |
| 1895        | Pompeïa                            | 5 aktes |                              | Frans Gittens                   |

#### Ander muziektheater
- 1871 - 't Leven is Liefde. Gedicht van Johan Alfried De Laet.
- 1879 - Joncvrouw Kathelijne, dramatisch romantisch toneel. Gedicht Julius De Geyter.
- 1886 - Juicht met ons (Buls cantate), volkstoneel in één bedrijf. Gedicht van Emanuel Hiel.
- 1897 - Sterftoneel van Van Blek, lyrisch gesproken voor klein orkest. Tekst Frans Gittens.

### Werken voor korena capella
- 1864 - Mozes op den Sinaï. Nederlandse vertaling van Worp, naar Alphonse de Lamartine. Dubbel mannenkoor.
- 1877 - Antwerpen. Gedicht van Frans de Cort. Drievoudig mannenkoor.
- 1879 - Het Dietsche Bloed. Gedicht van Dr. Constant Jacob Hansen. Gemengd koor.
- 1886 - De Maaiers. Gedicht van Napoleon Destanberg. Dubbel en drievoudig mannenkoor.
- 1895 - Remember. op tekst van dr. Gentil Antheunis. Gemengd koor.
- 18?? Aan de Goede Negen. Mannenkoor.
- 18?? Welkom. Gedicht van Virginie Loveling. Voor Soprano-, alto- en basstemmen.

### Vocale muziek
- 1855 - La Guirlande lyrique
- 1870 - De Liefde in het leven
- 1872 - Liefdedrama

### Kamermuziek
- 1858 - Quatuor
- Opgewekt, voor hobo solo

### Werken voor piano
- 1864 - Contes et Ballades
- 1866 - Sonate

## Vernoeming
De muziekacademie in zijn geboortestad Harelbeke werd in 1923 naar hem genoemd. In 2020 veranderde de naam van de academie naar HAP (Harelbeekse Academie voor Podiumkunsten). Daarnaast zijn in Vlaanderen veel straten en pleinen naar hem vernoemd.
Er is een etiketbier naar de componist vernoemd: Peter Benoit.

## Publicaties
- De Vlaamse Muziekschool van Antwerpen, 1873.
- Verhandeling over de nationale toonkunde, 1873.
- Vlaamsche Brieven, 1885.
- Algemeen leerplan van het Koninklijk Vlaamsch Conservatorium, 1900.

### Over Peter Benoit

#### Boeken
- H. Melis: Peter Benoit. Eenige woorden over zijn leven, zijne werken en zijne school, Antwerpen, 1892.
- H. Baccaert: Peter Benoit, een kampioen der nationale gedachte, Antwerpen, 1919.
- Flor Van der Mueren: Benoit, man van zijn volk. Davidsfonds, Leuven, 1935.
- Charles van den Borren: Peter Benoit. Nederlandsche Boekhandel, Antwerpen, 1943
- August Louis Marcel Corbet: Peter Benoit, leven, werk en beteekenis. Standaard, Antwerpen, 1943. 535 p.
- August Louis Marcel Corbet (redactie): Geschriften van Peter Benoit. Nederlandsche Boekhandel, Antwerpen, 1942. 167 p.
- Marc van Berglede: Peter Benoit, 1834-1901. Opdebeck, Antwerpen, 1951. 32 S.
- Paul Douliez: Peter Benoit. Gottmer, Haarlem / Antwerpen, 1954, 2e druk 1959.
- Gerard Edward Karel Schmook: Peter Benoit. Uitgeverij Ontwikkeling, Antwerpen, 1960. 71 p.
- August Louis Marcel Corbet, Bert Janssens, Lies Huylebroeck: Het televisieprogramma Peter Benoit. BRT, Brussel, 1963. 32 p.
- André M. Pols: Het leven van Peter Benoit, Arbeiderspers, Brussel / Amsterdam, 1965. 46 p.
- Floris Jan van der Mueren: Peter Benoit in het huidig perspectief. Halewijnstichting, Antwerpen, 1968. 186 p.
- M. Vanderlinden: Opstellen van en over Peter Benoit in Vlaamse kulturele tijdschriften van 1867 tot 1914. Kritische studie van de gedachteninhoud der muzikale Vlaamse Beweging. Louvain-la-Neuve, U.C.L., onuitgegeven licentiaatsverhandeling (sectie Germaanse filologie), 1970.
- Willem Pelemans: De Vlaamse muziek en Peter Benoit. Hoste, Brussel, 1971. 108 p.
- Ger Schmook: Peter Benoits onrust. Hertoetst aan oud beproefd en nieuw onder de hand gekomen materiaal, 1980. Metropolis, Antwerpen, 1983.
- Marc Somers, Luc Leytens: Peter Benoit, 1834-1901. Groot zij alleen wie verrukt en bezielt! Kredietbank, Brussel, 1984. 53 p.
- Hendrik Willaert: Peter Benoit, de Levenswekker. Brussel, BRT, 1984. ISBN 90-70447-16-9
- Jan Dewilde: Me Voici à Paris: Parijse brieven (1859-1863) van Peter Benoit, Antwerpen, 2001
- Staf Schoeters: Hier rust ... Bijzondere graven en begraafplaatsen, van Campo Santo tot Schoonselhof. Leuven 2011, ISBN 978-90-5826-817-4.
- Julius Sabbe:Peter Benoit. Zijn leven, zijne werken, zijne beteekenis. Gent, Van Rysselberghe & Rombaut, 1934, 2e druk.

#### Artikelen
- A. Thys: Pierre-Léopold-Léonard Benoit, in: Les Sociétés Chorales en Belgique, Gent, 1861. pp. 252–253
- M. Kufferath: Peter Benoit, in: Revue de Belgique, okt. 1897, p. 176-183
- Julius Sabbe: Ons Vlaamsch Staats-conservatorium en Peter Benoit, in: Tijdschrift van het Willemsfonds, II, eerste deel, 6, juni 1897, p. 321-337.
- Julius Sabbe: Peter Benoit. In memoriam, in: Tijdschrift van het Willemsfonds, jg. VI, eerste deel, 6, april 1901, p. 321-339
- Julius Sabbe: Peter Benoit. De Vlaming, in: Tijdschrift van het Willemsfonds, jg. VI, tweede deel, 7, mei 1901, p. 5-29.
- J. Bouchery, et al.: De Vlaamsche Kunstbode, april 1901, Peter Benoitnummer.
- M. Sabbe: Benoit en Hiel, in: Verslagen en Mededeelingen van de Koninklijke Vlaamsche Academie, 1934, p. 749-756.
- C.E. Ameye: Herinneringen aan Peter Benoit, in: De Vlaamse Gids, XXXV, 1951, p. 137-149.
- C.E. Ameye: Peter Benoit te Harelbeke, in: De Vlaamse Gids, XXXV, 1951, p. 605-608.
- August Louis Marcel Corbet: Peter Benoit als Conservatoriumsdirecteur. Revue Belge de musicologie. 5 (1951), p. 61-68.
- August Louis Marcel Corbet: Brieven van Peter Benoit, in: Nieuw Vlaams Tijdschrift, V, 1951, p. 528-543.
- August Louis Marcel Corbet: Het oeuvre van Peter Benoit in de tijd beschouwd, in: Band, X, 1951, p. 363-368.
- August Louis Marcel Corbet: Muzikale analyse van Charlotte Corday. Peter Benoitfonds, Antwerpen, 1961. 22 p.
- August Louis Marcel Corbet: Peter Benoit, Eugeen Van Oye en het liefdesdrama aan zee, in: De Vlaamse Gids, XLV, 1961, p. 644-648.
- August Louis Marcel Corbet: Lucifer; oratorium in drie delen. Algemene beschouwingen en muzikale analyse. Kultuurraad voor Vlaanderen, Antwerpen, 1962. 32 p.
- August Louis Marcel Corbet: Petrus Leonardus Leopoldus Benoit, in: Nationaal Biografie Woordenboek
- J.J. Ghyssaert: Muzikale bedrijvigheid in de St. Salvatorskerk te Harelbeke, tot en met Peter Benoit. Revue Belge de musicologie. 5 (1951), p. 75-89.
- Jan Schepens, Peter Benoît, in: Lexicon van West-Vlaamse schrijvers, Deel I, Torhout, 1984.
- Jan Dewilde: De familie Benoit en het muziekleven in Harelbeke tijdens de 19e eeuw, in: Tal van oude muziekboekkens, Harelbeke, 2003. p. 35
- 'Peter Benoit (1834-1901) en Harelbeke', in: Ingo Luypaert, Het Willemsfonds op straat. West-Vlaamse Willemsfondshelden, Gent & Brugge, 2012, p. 7-12.

### Enkele algemene naslagwerken
- Jan Dewilde: Nationalistische muziek in Vlaanderen, in: Louis Peter Grijp: Een muziekgeschiedenis der Nederlanden, Amsterdam / Utrecht / Kapellen, Meertens Instituut / Koninklijke Vereniging voor Nederlandse Muziekgeschiedenis, Amsterdam University Press-Salomé, Uitgeverij Pelckmans, 2001, p. 455-460 + cd-rom., ISBN 978-90-5356-903-0
- Francis Pieters: Ook zij schreven voor blaasorkest, Wormerveer, Molenaars muziekcentrale, 1996. 310 p., ISBN 90-70628-35-X
- Jozef Robijns, Miep Zijlstra: Algemene muziek encyclopedie, Haarlem: De Haan, 1979-1984, ISBN 978-90-228-4930-9
- Karel De Schrijver: Bibliografie der Belgische toonkunstenaars sedert 1800, Leuven: Vlaamse drukkerij, 1958, 152 p.
- Victor van Hemel: Voorname Belgische toonkunstenaars uit de 18de, 19de en 20ste eeuw, Antwerpen: Cupido-Uitgave, 1958, 84 p.
- Jacques Stehman: Histoire de la musique en Belgique, Ministere de la Defense Nationale, 1950
- L.E. Jooris: Memorial usuel des musiciens et dilettanti, Bruxelles: Imprimerie A. et C. Denis Preres, 1911
- François-Joseph Fétis: Biographie Universelle des Musiciens et bibliographie générale de la musique, Paris: Firmin-Didot et Cie., 1881-89, 8 vols. Supplement et complement. 2 vols. ISBN 2-84575-049-8; heruitgave 2006, Adamat Media Corporation, ISBN 0-543-98534-2
- Wolfgang Suppan, Armin Suppan: Das Neue Lexikon des Blasmusikwesens, 4. Auflage, Freiburg-Tiengen, Blasmusikverlag Schulz GmbH, 1994, ISBN 3-923058-07-1
- Paul E. Bierley, William H. Rehrig: The heritage encyclopedia of band music: composers and their music, Westerville, Ohio: Integrity Press, 1991, ISBN 0-918048-08-7
- Adolph Goldberg, Karl Ventzke: Komponisten, in: Porträts und Biographien hervorragender Flöten-Virtuosen, -Dilettanten und -Komponisten, Reprint d. Ausg. Berlin 1906, Celle: Moeck Verlag, 1987, 124 p. ISBN 978-3-87549-028-2
- Gérard Pinsart: Ces musiciens qui ont fait la musique. Autographes et manuscrits musicaux du 16e au 20e siècle, catalogue d'exposition, (Musée Royal de Mariemont du 26 octobre 1985 au 31 mars 1986) , Morlanwelz, Musée Royal de Mariemont, 1985-86, 251 p.
- Marie-Thérèse Buyssens: Van Private Muziekschool tot Koninklijk Vlaams Muziekconservatorium, Antwerpen: Koninklijk Vlaams Muziekconservatorium, Brussel: Grafische dienst van het ministerie van nationale opvoeding en Nederlandse cultuur, 1981, 106 p.
- Charles Leirens: Belgian music, New York: Belgian Government Information Center, 1963

- Biblioteca Nacional de España: XX4439013
- Bibliothèque nationale de France: cb14418403p (data)
- CiNii: DA12924925
- Digitale Bibliotheek voor de Nederlandse Letteren: beno002
- Gemeinsame Normdatei: 118886568
- International Standard Name Identifier: 0000 0001 0654 4277
- Library of Congress Control Number: n79049119
- Nationale Bibliotheek van Letland: 000053192
- MusicBrainz: a92bb13c-6b24-4634-a0a3-30a7a1660ec4
- Nationale Bibliotheek van Tsjechië: mzk2011668014
- Nationale Bibliotheek van Israël: 987007441298805171
- Nederlandse Thesaurus van Auteursnamen: 069924910
- RKD-Nederlands Instituut voor Kunstgeschiedenis: 441206
- LIBRIS: 274946
- SNAC: w6kp8dv6
- Système universitaire de documentation: 079962572
- Trove: 1533024
- Virtual International Authority File: 56825961
- WorldCat: E39PBJhd8GtXdH4r7TvXFVVjYP